# Boris Vallée
Boris Vallée (Verviers, 3 de juny de 1993) és un ciclista belga, professional des del 2012 i actualment a l'equip Fortuneo-Vital Concept.

## Palmarès
- 2010
  - Vencedor de la Cursa en línia als Jocs Olímpics d'estiu de la Joventut
- 2013
  - 1r al Gran Premi Criquielion
  - Vencedor d'una etapa al Carpathia Couriers Path
- 2016
  - Vencedor de 2 etapes al Tour de Bretanya
  - Vencedor d'una etapa a la Ronda de l'Oise
  - Vencedor d'una etapa al Tour de Valònia
- 2018
  - 1r al Volta al llac Taihu